# 마산내서여자고등학교
마산내서여자고등학교(馬山內西女子高等學校)는 대한민국 경상남도 창원시 마산회원구 내서읍 삼계리에 있는 공립 고등학교이다.

## 학교 연혁
- 2001년 10월 26일 : 마산내서여자고등학교 설립인가(30학급)
- 2004년 3월 1일 : 초대 조현덕 교장 부임
- 2004년 3월 4일 : 개교(10학급)
- 2011년 3월 1일 : 교육과학기술부요청 경상남도교육청지정 학교문화개선정책 연구학교 운영
- 2022년 3월 2일 : 2022.중등교육실습협력학교 운영
- 2022년 12월 22일 : 제17회 졸업식(졸업생 225명, 누계 5,058명)
- 2023년 3월 1일 : 제8대 황성효 교장 부임
- 2023년 3월 2일 : 고교학점제 연구학교 운영
- 2023년 3월 2일 : 신입생 264명 입학

## 참고 자료
- 마산내서여자고등학교 - 한국교육학술정보원 학교알리미